# Липљан
Липљан (алб. Lipjan) је градско насеље и седиште истоимене општине у Србији, које се налази у централном делу Косова и Метохије и припада Косовском управном округу. Према попису из 2024. било је 13.092 становника.
Смештен је 16 km јужно од Приштине на ушћу Јањевске реке у Ситницу и налази се на главном правцу који повезује Приштину са Скопљем и Призреном.

## Историја
Сам град се развио око античке Улпијане која је била важно место на римском путу који је повезивао Скопље са Нишом. Касније га је обновио византијски цар Јустинијан I (527—565) под именом Iustiana Secunda за разлику од насеља Iustiana Prima (недалеко од данашњег Лебане). Данашњи град представља континуитет са тим насељем о чему сведочи и црква Богородичиног Ваведења у Липљану која је подигнута на темељима цркве из Јустинијановог доба. Липљан је играо значајну улогу у развоју Рашке током 12. века када је био главна византијска утврда насупрот српском Звечану, а био је и седиште епископије. Значај града је почео да опада у другој половини 14. века када се на његов рачун шире Приштина, Јањево и Ново Брдо, да би његов значај у потпуности нестао током османлијске најезде услед њихових пустошења.
У месту је радила српска народна школа између 1866—1877. године. Поново је отворена 1879. године.
Указом Краља од 5. новембра 1920. године насеље је добило статус варошице.
Град је поново отпочео да се развија подизањем пруге Краљево—Скопље и других путних магистралних праваца који се у њему укрштају. Иако од некадашњег утврђења данас више нема трагова, на простору града и општине има других културно-историјских споменика, од којих су најбитнији уз градску цркву свакако остаци Улпијане (који се простиру у селима Грачаница, Лапље Село, Сушица и Ливађе) и манастир Грачаница, који је од града удаљен око 2,5 km.

## Становништво
Према попису из 1981. године град је био већински насељен Србима. Након рата 1999. године и погрома 2004., већина Срба је напустила Липљан, тако да сада има албанску већину, уз део Срба који живе око липљанских цркви Богородичиног Ваведења и Светих Флора и Лавра.
| Етнички састав према попису из 1961.‍ | Етнички састав према попису из 1961.‍ | Етнички састав према попису из 1961.‍ | Етнички састав према попису из 1961.‍ | Етнички састав према попису из 1961.‍ |
| ------------------------------------ | ------------------------------------ | ------------------------------------ | ------------------------------------ | ------------------------------------ |
|                                      |                                      |                                      |                                      |                                      |
| Срби                                 | Срби                                 |                                      | 1.755                                | 72,7%                                |
| Албанци                              | Албанци                              |                                      | 579                                  | 23,9%                                |
| Црногорци                            | Црногорци                            |                                      | 32                                   | 1,3%                                 |
| Укупно: 2.415                        |                                      |                                      |                                      |                                      |

| Етнички састав према попису из 1981.‍ | Етнички састав према попису из 1981.‍ | Етнички састав према попису из 1981.‍ | Етнички састав према попису из 1981.‍ | Етнички састав према попису из 1981.‍ |
| ------------------------------------ | ------------------------------------ | ------------------------------------ | ------------------------------------ | ------------------------------------ |
|                                      |                                      |                                      |                                      |                                      |
| Срби                                 | Срби                                 |                                      | 3.154                                | 52%                                  |
| Албанци                              | Албанци                              |                                      | 1.676                                | 27,6%                                |
| Роми                                 | Роми                                 |                                      | 792                                  | 13,1%                                |
| Муслимани                            | Муслимани                            |                                      | 323                                  | 5,3%                                 |
| Црногорци                            | Црногорци                            |                                      | 65                                   | 1,1%                                 |
| Укупно: 6.065                        |                                      |                                      |                                      |                                      |

| Етнички састав према попису из 2011.‍ | Етнички састав према попису из 2011.‍ | Етнички састав према попису из 2011.‍ | Етнички састав према попису из 2011.‍ | Етнички састав према попису из 2011.‍ |
| ------------------------------------ | ------------------------------------ | ------------------------------------ | ------------------------------------ | ------------------------------------ |
|                                      |                                      |                                      |                                      |                                      |
| Албанци                              | Албанци                              |                                      | 5.864                                | 85,3%                                |
| Срби                                 | Срби                                 |                                      | 452                                  | 6,6%                                 |
| Ашкалије                             | Ашкалије                             |                                      | 411                                  | 5,9%                                 |
| Роми                                 | Роми                                 |                                      | 107                                  | 1,6%                                 |
| Укупно: 6.870                        |                                      |                                      |                                      |                                      |

Број становника на пописима:
|             | \| Демографија[6] \| Демографија[6] \| Демографија[6] \| \| Година \| Становника \| Становника \| \| -------------- \| -------------- \| -------------- \| \| 1948. \| 1.479 \| \| \| 1953. \| 1.759 \| \| \| 1961. \| 2.415 \| \| \| 1971. \| 4.238 \| \| \| 1981. \| 6.065 \| \| \| 1991. \| 9.047 \| \| |            |
| Демографија | |            |
| Година      | Становника | Становника |
| 1948.       | 1.479 |            |
| 1953.       | 1.759 |            |
| 1961.       | 2.415 |            |
| 1971.       | 4.238 |            |
| 1981.       | 6.065 |            |
| 1991.       | 9.047 |            |

## Познати Липљанци
- Пајсије I, липљански митрополит и српски патријарх
- Вићентије Поповић, епископ будимски и карловачки митрополит
- Севастијан Дебељковић, скопски митрополит
- Емилијан Пиперковић, епископ тимочки
- Мошо Одаловић, српски песник за децу и младе
- Новица Петковић, српски књижевник, теоретичар, есејиста, преводилац и универзитетски професор
- Зоран Јовановић Добротин, српски графичар, сликар и универзитетски професор
- Ђани, српски поп-фолк и турбо-фолк певач
- Предраг С. Јовановић, адвокат